# Naskia
Naskia é um gênero de gastrópodes pertencente a família Horaiclavidae.

## Espécies
- Naskia axiplicata Sysoev & Ivanov, 1985[2]